# Francisco Zumel

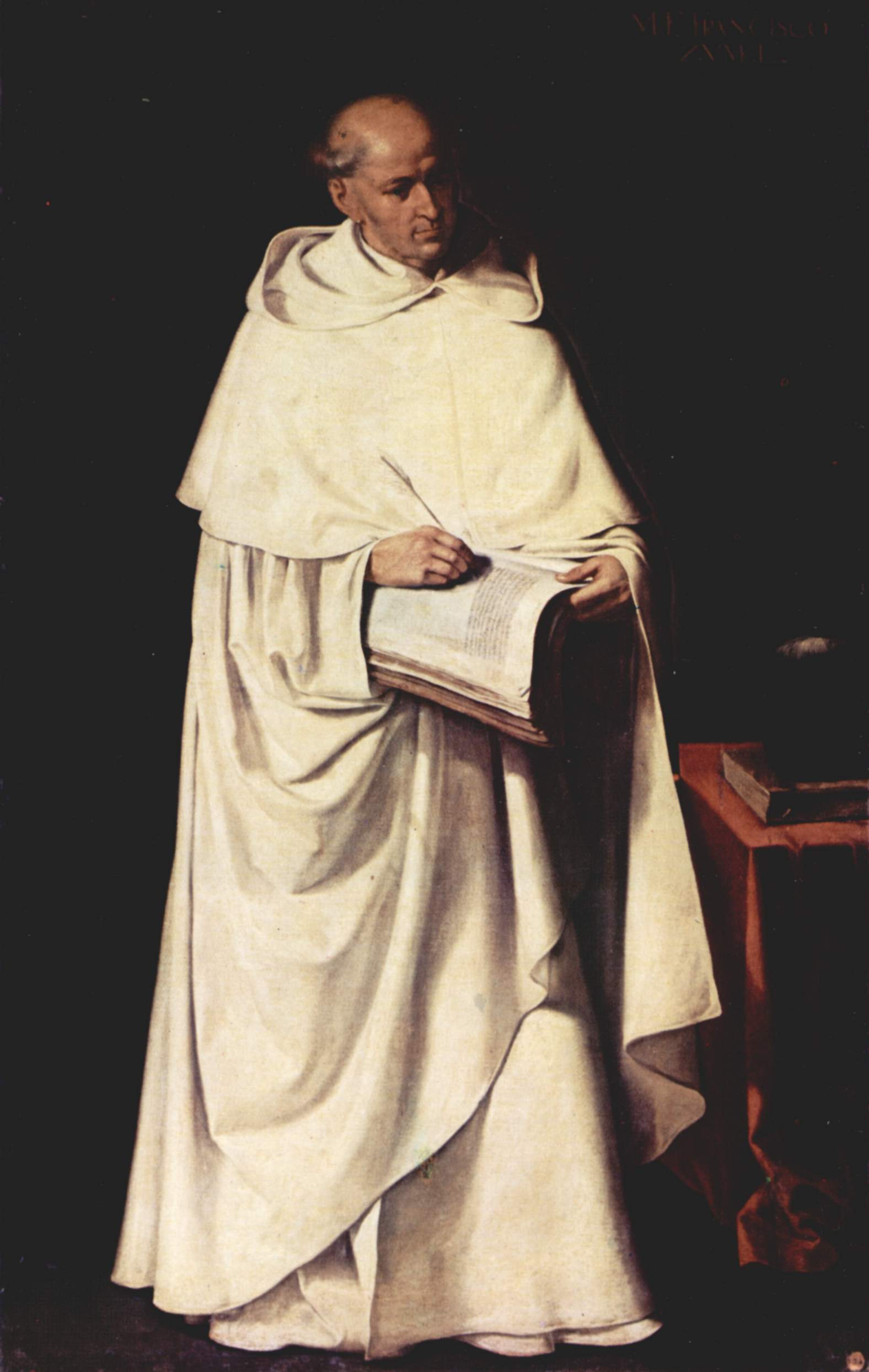
Francisco Zumel (ca. 1633), de Francisco de Zurbarán (Real Academia de Bellas Artes de San Fernando).

Francisco Zumel (Palencia, 1540-Salamanca, 1607) fue un filósofo y eclesiólogo español. 

## Biografía
Profesó en los Mercedarios, orden de la que sería nombrado ministro general. Estudió Física y Filosofía Moral desde 1561 hasta 1567 en la Universidad de Salamanca bajo Gaspar de Torres, Pedro de Sotomayor, Mancio de Corpus Christi, Juan de Guevara, Gregorio Antonio Gallo y Gaspar de Grajal, dedicándose poco después a la enseñanza en dicha universidad. Como tomista, contribuyó a la Summa Theologiae de santo Tomás de Aquino con unas elucidaciones. 
Su mayor contribución a la teoría se centra en la explicación y análisis de los conceptos de voluntad humana con respecto a la infinita preciencia divina, lo que se denominó como polémica de auxiliis. Zumel es más conocido por sus escritos polémicos contra los molinistas, los seguidores de Luis de Molina.
Sus obras las escribió en latín y algunas se conservan inéditas en la Biblioteca Vaticana.